# Lasioglossum callizonium
Lasioglossum callizonium är en biart som först beskrevs av Pérez 1896.  Lasioglossum callizonium ingår i släktet smalbin, och familjen vägbin. Inga underarter finns listade i Catalogue of Life.